# Беліще (футбольний клуб)
Беліще (хорв. NK Belišće) — хорватський футбольний клуб з міста Беліще.

## Історія
Заснований у 1919 році під назвою Belišćanski športski klub, укр. Беліщанський спортивний клуб). У 1925 році перейменований на BRŠK (Belišćanski radnički športski klub, укр. Беліщанський робітничий спортивний клуб); з 1941 по 1945 роки мав назву Viktoria, а з 1945 по 1960 роки - Proleter (укр. Пролетар. Під сучасною назвою виступає з 1960 року.
У 1946 брав участь у вищій лізі та грав проти команд Динамо (Загреб) і Хайдук.
У 1967 і 1972 роках клуб вийшов у другу Югославську Північну лігу, де був представлений до 1973 року.
З 1992 по 1995 рік NK Belišće брав участь у перший хорватський футбольній лізі. У теперішній час клуб грає на другому або третьому рівні.

## Відомі гравці
- Маріо Галінович
- Даніель Пранїч
- Мілан Павлішич
- Мухамед Коніч
- Іван Лукашевич